# YF-77
YF-77は、現在中華人民共和国で開発中の、液体水素と液体酸素を推進剤とする推力50トン級のロケットエンジンである。推力の大きさを基にYF-50tとも呼ばれている。開発はYF-73とYF-75の経験を元に中国航天科技集団公司(CAST)傘下の航天推進技術研究院(AALPT)により2000年代に始まり、中国国家航天局(CNSA)の監督の下で2005年から各種試験が行われている。エンジンの地上試験は2007年半ばにおいて成功している。ジンバル機構により2軸に推力方向を変える事が可能である。このエンジンは、中国航天科技集団公司(CAST)傘下の中国運載火箭技術研究院(CALT)で開発中の長征5号ロケットの1段目のエンジンに採用される予定である。この1段目は、クラスターロケット構造を採用しエンジンを2基使用する計画である。
YF-77は2000年代に長征5号用として開発された推力70トン級の液体燃料ロケットエンジンで初打ち上げは2015年に予定される。YF-77はこれまでに中国で開発されたガス発生器サイクルの極低温液体水素/液体酸素エンジンの中で最も強力である。
エンジンは液体推進航空技術アカデミー(AALPT)によって製造される。

## 技術的仕様
YF-77は液体水素と液体酸素を推進剤として使用し、酸素:1に対して水素:5の混合比で燃焼する。2基のYF-77は長征5号の第1段の動力としての用途に適合するように廉価で高信頼性で高性能な仕様である。この理由により中国の技術陣は打ち上げ機の第一段の推進にガス発生器と燃焼室を2基備える仕様の1台のエンジンよりも2基の独立したエンジンを選択した。燃焼室は再生冷却システムで冷却され、ノズルは非冷却である。燃焼室圧力は102 barでノズルの膨張比は49である。エンジンは推進剤タンクの加圧の為に熱交換器で水素と酸素ガスを生成する。真空中での比推力は430秒である。推力は宇宙空間において70トン(両方のエンジンで140トン)である。2基のエンジンの推力方向は2本のシリンダーで変更可能である。燃焼時間は520秒で信頼性は0.9999である。本質的に2基のエンジンで構成され全高4.2m、全幅5m、重量2.7トンである。

## 歴史
YF-77の開発はそれまで中国で開発された最も強力な液体水素/液体酸素を推進剤とする極低温エンジンだったYF-75と比較して規模が変わった。: YF-77は推力が9倍、燃焼室圧力が2.7倍になった。YF-77の開発は2002年に中国の宇宙長期開発計画の主要な要素として始まった。エンジンの設計は北京の航空宇宙推進研究所が担当した。航天推進技術研究院(AALPT)が液体燃料ロケットエンジンの製造を担当した。最初の試作機は2004年9月に燃焼試験を実施した。2013年9月、エンジンは12基のエンジンで70回の試験で累計24,000秒の運転を実施した。